# Maximum Shame
Maximum Shame es un largometraje distópico escrito y dirigido por Carlos Atanes. 

## Ficha artística
- Ana Mayo
- Marina Gatell
- Ignasi Vidal
- Paco Moreno
- Ariadna Ferrer
- David Castro
- Eleanor James

## Sinopsis
El fin del mundo está próximo. Un hombre se adentra en una dimensión paralela y su mujer parte en su búsqueda.Ambos quedarán atrapados en un mundo extraño y cruel, donde una Reina despiadada organiza la realidad como una enloquecida partida de ajedrez.

## Comentarios
"Maximum Shame" es el tercer largometraje de Carlos Atanes. Puede enmarcarse al igual que las dos precedentes, "FAQ" y "PROXIMA", dentro del género fantástico, aunque "Maximum Shame" desborda esta clasificación, siendo en realidad una película de género transversal que abarca desde la ciencia ficción hasta el musical, pasando por el terror, el surrealismo y el fetichismo, y toca temas tan diversos como el ajedrez, los universos paralelos, la pornografía, el éxtasis religioso, el totalitarismo y los agujeros negros.
Producida de forma totalmente independiente, como el resto de películas de su autor,  inspira su estética en el cine pornográfico y de serie B de los años 70. Con ello, Atanes recupera el espíritu underground, transgresor y bizarro que caracterizaba sus primeras obras. El rodaje, en inglés, se desarrolló en España a lo largo de tan solo seis días, concretamente en una nave industrial abandonada de la desaparecida fábrica textil Sala I Badrinas situada en la localidad de Terrassa, salvo una escena realizada en el Reino Unido donde interviene la conocida scream queen británica Eleanor James.
Se presentó en público en el Teatro Arenal de Madrid e inauguró la Muestra de Cine y Vídeo Independiente de Morelia, México. Su presentación oficial se realizó en el BUT Film Festival de Breda, Países Bajos, en septiembre de 2010.

## Premios y menciones
- BUT Film Festival 2010: NOMINACIÓN al MEJOR LARGOMETRAJE.[7]

- Nominación a la PELÍCULA MÁS EXTRAÑA de 2011 (Weirdcademy Awards)[8][9]